# Corydalis temulifolia
Corydalis temulifolia är en vallmoväxtart. Corydalis temulifolia ingår i släktet nunneörter, och familjen vallmoväxter.

## Underarter
Arten delas in i följande underarter:
- C. t. aegopodioides
- C. t. temulifolia